# 阿尔弗雷多·特纳
阿尔弗雷多·特纳（西班牙語：Alfredo Tena，1956年11月21日—），墨西哥男子足球运动员，司职后卫。他曾代表墨西哥国家队参加1978年国际足联世界杯，结果队伍止步小组赛阶段。